# 永井誠
永井 誠（ながい まこと、1967年3月1日 - ）は、日本の俳優、声優。劇団昴所属。千葉県出身。

## 略歴
学習院大学在学中に劇団昴の公演のチケットをもらってウィリアム・シェイクスピア原作の舞台を見に行って「面白い」と思うようになる。大学在学中に就職しながら文学座附属演劇研究所に入所。その後、劇団昴に入団。

## 人物
特技はバンジョー演奏、西洋剣術。趣味は大相撲観戦。

## 出演

### テレビドラマ
- 身辺警護9
- 土曜ワイド劇場 挑戦する女・弁護士 七尾響子
- 仮面ライダービルド（2018年、アナウンスの声）

### 舞台
1996年
- 宮澤賢治 宛名のない手紙（1996年 - 1999年、影）
- テムペスト（水夫長）

1997年
- アルジャーノンに花束を（ジョー・カープ）
- 祝新装 玉川湯賛江
- 可兒君の面會日

1998年
- 三人姉妹（ローデ）
- 野望と夏草（侍）

1999年
- クリスマス・キャロル（1999年 - 2002年、ディック、紳士2、キャロル隊、トッパー、事業家3、貧しい夫）

2000年
- 怒りの葡萄（2000年 - 2006年、楽士、保安官助手 他）

2002年
- フィリップの理由（ゴムペルツ）

2003年
- ナイチンゲールではなく（囚人）

2004年
- コリオレイナス（第一の市民）

2006年
- 猫の恋、昴は天にのぼりつめ（赤田まこと）
- おたふく物語（栄二）

2007年
- 新魔王

2008年
- 親の顔が見たい（2008年 - 2015年、遠藤亨）

2010年
- スタア（柴山）
- どうしてそんなにのろいのか

2011年
- クルーシブル―るつぼ―（イズキエル・チーヴァ）

2012年
- 石棺-チェルノブイリの黙示録-（自転車乗り）

2013年
- 本当のことを言ってください。（東太郎）

2014年
- リア王（エドマンド）

2015年
- 谷間の女たち（カストリアの兄）

2016年
- ヴェニスの商人（ソレイニオー）

2017年
- どん底（クレーシチ）
- ふくろう（かんとく）
- 幻の国（アイロス）

2018年
- 評決 The Verdict（タウラー医学博士）

2019年
- 君恋し〜ハナの咲かなかった男〜（井上）
- 枯れ葉マークでボンジュール

2021年
- The Weir-堰-（ジャック）

2024年
- まほろばのまつり

### テレビアニメ
1997年
- 金田一少年の事件簿（雪岡草平）

1999年
- THE ビッグオー（バーテン）

2002年
- OVERMANキングゲイナー

2003年
- 人間交差点（弁護士）
- 鋼の錬金術師（2003年 -2004年、ショウ・タッカー）

2004年
- かいけつゾロリ（キツネパパ）
- サムライチャンプルー（田中）
- 妄想代理人

2005年
- いちご100%（真中淳平の父）
- CLUSTER EDGE（捜索隊員）
- 蒼穹のファフナー RIGHT OF LEFT（生駒正幸）
- NARUTO -ナルト-（ロクスケ）
- 舞-HiME（黒曜の君）
- まじめにふまじめ かいけつゾロリ（教頭先生）

2006年
- 西の善き魔女 Astrea Testament（紳士B）

2007年
- 結界師（幹部）

2009年
- 鋼の錬金術師 FULLMETAL ALCHEMIST（ショウ・タッカー）

2010年
- アイアンマン（山口教授）
- RAINBOW-二舎六房の七人-（佐々木の秘書）

### OVA
- ONE PIECE 倒せ!海賊ギャンザック（1998年、海賊）
- 銀河英雄伝説外伝 叛乱者（2000年、シャミッソー）

### 劇場アニメ
- 劇場版 鋼の錬金術師 シャンバラを征く者（2005年）

### ゲーム
- JUDGE EYES:死神の遺言（2018年、生野洋司）
- 共闘ことばRPG コトダマン（2022年、ショウ・タッカー[6]）

### 吹き替え

#### 俳優
エド・ヘルムズ
- ハングオーバー! 消えた花ムコと史上最悪の二日酔い（2010年、スチュ）
- ハングオーバー!! 史上最悪の二日酔い、国境を越える（2011年、スチュ）
- ハングオーバー!!! 最後の反省会（2013年、スチュ）
- クレイジー・ドライブ（2015年、カール）
- お!バカんす家族（2015年、ラスティ）
- クーパー家の晩餐会（2016年、ハンク）

#### 映画
1997年
- タイタニック ※ソフト版

1998年
- インテンシティ/緊迫（レストランマネージャー）
- プラトーン（エース、キーファー）※ソフト版

1999年
- プライベート・ライアン（トインビー〈ディラン・ブルーノ〉）※ソフト版
- Mr.マグー

2000年
- アンブレイカブル（マシソン医師〈イーモン・ウォーカー〉）※ソフト版
- ゴージャス（友達3）
- ゴンゾ宇宙に帰る（門番〈レイ・リオッタ〉）
- ミステリー、アラスカ

2002年
- エンジェル・スノー

2004年
- インファナル・アフェア（キョン〈チャップマン・トウ〉）※ソフト版
- カレンダー・ガールズ
- 処刑・ドット・コム（ダニー）

2005年
- インファナル・アフェア 無間序曲（キョン〈チャップマン・トウ〉）※ソフト版
- インファナル・アフェアIII 終極無間（キョン〈チャップマン・トウ〉）※ソフト版
- スペースバンパイア ※テレビ朝日版
- ワイルド・タウン/英雄伝説（レイ・テンプルトン〈ジョニー・ノックスヴィル〉）

2006年
- ブラザーズ・グリム
- プラダを着た悪魔（ネイト〈エイドリアン・グレニアー〉）※ソフト版

2008年
- コレラの時代の愛（フベナル・ウルビーノ医師〈ベンジャミン・ブラット〉）

2009年
- あの日、欲望の大地で（ジョン〈ジョン・コーベット〉）
- ブライダル・ウォーズ（フレッチャー・フリムソン〈クリス・プラット〉）

2010年
- きみがぼくを見つけた日（ゴメス〈ロン・リビングストン〉）

2013年
- モナリザ・スマイル（チャーリー・スチュアート〈エボン・モス＝バクラック〉）※スター・チャンネル版

2014年
- ハングオーバー・ゲーム（エド〈ベン・ベグリー〉）

2015年
- アポカリプス・トゥモロー（ウッドワード捜査官〈アーロン・ダグラス〉）

2019年
- アザーフッド 私の人生

#### テレビドラマ
- Xファイル
- キリング/17人の沈黙（ヘンダーソン）
- 心理探偵フィッツ
- 24 -TWENTY FOUR-（マイロ・プレスマン）
- ハンド・オブ・ゴッド（ロバート・"ボボ"・ボストン）
- 楊家将（1997年）
- パワーレンジャー・ライトスピード・レスキュー（2002年、サンダークロー）
- GALACTICA/ギャラクティカ（2004年、チロル）
- ブラザーズ&シスターズ（2007年、アレック）
- プライベート・プラクティス4（2009年、ゲイリー）
- クリミナル・マインド5 FBI行動分析課（2011年、ダリン・コール〈ショーン・パトリック・フラナリー〉）
- コールドケース7 ザ・ファイナル（2011年、レッドスケア）
- マット・ルブランの元気か〜い?ハリウッド!（2011年、ショーン・リンカーン〈スティーヴン・マンガン〉）
- グレイズ・アナトミー 恋の解剖学（2012年、フィン・ダンドリッジ〈クリス・オドネル〉）
- クリミナル・マインド6 FBI行動分析課（2012年、フランク）
- TOUCH/タッチ（2012年、サイモン）
- PAN AM/パンナム（2012年、グレアム）

#### アニメ
- キャッツ・ドント・ダンス
- パン屋のベンの大作戦